# 脱重氮化
脱重氮化，是将重氮盐中的重氮基还原为氢的过程。此反应可在次磷酸、乙醇、二甲基甲酰胺、1,4-二噁烷、四氢呋喃等还原剂作用下完成。
用醚作溶剂和还原剂的脱重氮化也称“Meerwein还原”。下图中的虚箭头表示的是此自由基反应中可能的引发反应（Ary=芳基）。